# Maltoza-6'-fosfatna glukozidaza
Maltoza-6'-fosfatna glukozidaza (EC 3.2.1.122, fosfo-alfa-glukozidaza) je enzim sa sistematskim imenom maltoza-6'-fosfat 6-fosfoglukohidrolaza. Ovaj enzim katalizuje sledeću hemijsku reakciju
maltoza 6'-fosfat + H2O {\displaystyle \rightleftharpoons } -glukoza + D-glukoza 6-fosfat
Ovaj enzim hidrolizuje mnoštvo 6-fosfo-D-glukozida, uključujući maltozu 6-fosfat, alfa,alfa-trehalozu 6-fosfat, saharozu 6-fosfat i p-nitrofenil-alfa-D-glukopiranozid 6-fosfat.

## Literatura
- Nicholas C. Price; Lewis Stevens (1999). Fundamentals of Enzymology: The Cell and Molecular Biology of Catalytic Proteins (Third изд.). USA: Oxford University Press. ISBN 019850229X.
- Eric J. Toone (2006). Advances in Enzymology and Related Areas of Molecular Biology, Protein Evolution (Volume 75 изд.). Wiley-Interscience. ISBN 0471205036.
- Branden C; Tooze J. Introduction to Protein Structure. New York, NY: Garland Publishing. ISBN 0-8153-2305-0.
- Irwin H. Segel. Enzyme Kinetics: Behavior and Analysis of Rapid Equilibrium and Steady-State Enzyme Systems (Book 44 изд.). Wiley Classics Library. ISBN 0471303097.

## Spoljašnje veze
- Maltose-6'-phosphate+glucosidase на 